# دیبورو، کوئینزلند
دِیبُورو (به انگلیسی: Dayboro) یک حومه شهر در استرالیا است که در کوئینزلند واقع شده‌است.